# Mark 41 Vertical Launching System
Le Mark 41 Vertical Launching System ou Mk.41 VLS (en français : « système de lancement vertical »), est un système de conteneurs de lancements verticaux embarqué, procurant une capacité d'engagement rapide contre les menaces ennemies de tous types. La conception de ce système est dérivée des travaux effectués sur le système de combat Aegis.

## Historique
Le perfectionnement du concept initial de l'Aegis des années 1960 continua pendant les années 1960 et 1970, et le Mark 41 fut conçu en 1976. Initialement, le système n'était prévu de tirer que le missile RIM-66 Standard, mais la marine américaine décida plus tard que tous les VLS devaient être en mesure de tirer le missile de croisière BGM-109 Tomahawk, ce qui amena à une augmentation de la hauteur du Mk.41, afin de pouvoir contenir ce missile aux dimensions plus importantes. Le prototype du lanceur fut testé et évalué à bord de l'USS Norton Sound (AVM-1), et les premiers lanceurs opérationnels furent installés à bord de l'USS Bunker Hill (CG-52).

## Stratégies de réduction des coûts
Un article du Washington Post du 2 octobre 2011 relate d'un désir de la part de l'US Navy de diminuer de manière significative le rôle du constructeur Lockheed Martin dans la mise en service du Mark 41, ceci dans une optique de réduction des coûts.
Désormais, au lieu de payer directement le constructeur pour acquérir et intégrer ses composants aux navires, comme c'était le cas depuis les années 1980, la Navy achète directement la partie mécanique de la plateforme de lancement à la société londonienne BAE Systems, ancienne sous-traitante de Lockheed. Lockheed, basée à Bethesda, continue à fournir et installer les systèmes électroniques de la plateforme, ce qui représente toujours 55 % du coût total de production du système entier. La part de BAE compte, elle, pour les 45 % restants. Toan Nguyen, directeur du programme au sein de la Navy, déclara dans une interview, le 12 septembre, que la Navy était désormais elle-même l'intégrateur du système, le travail anciennement alloué au contractant étant désormais le sien.
Depuis 2004, la marine américaine avait déjà dépensé 1,5 milliard de dollars en contrats de production, le système ayant été commandé pour 112 navires, leur permettant de lancer les missiles Tomahawk et Evolved Sea Sparrow. Le fait de basculer une partie du travail d'intégration vers des services internes à la marine va permettre d'engranger de substantielles économies, qui selon la porte-parole de la Navy Stephanie Collins pourraient se chiffrer à près d'un million de dollars par module installé. Dans un courriel du 15 septembre, elle fait également savoir que depuis le déploiement du système en 1986, la marine américaine a commandé 1 386 modules embarqués.

## Caractéristiques

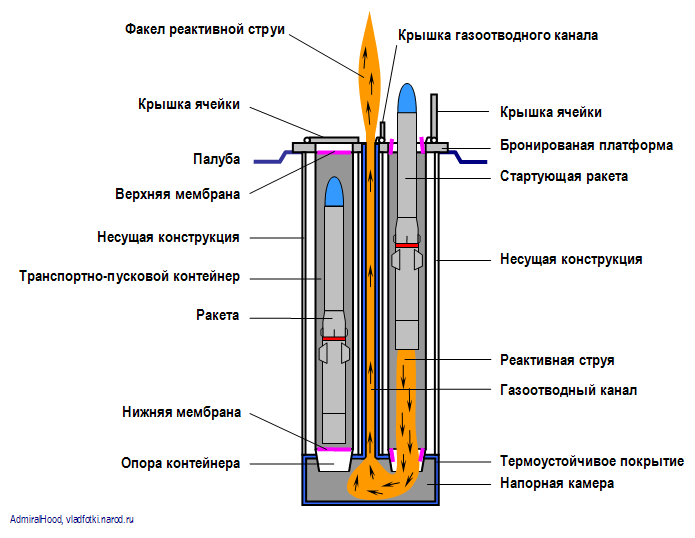
Schéma descriptif du Mark 41. Les gaz issus de la mise à feu de l'accélérateur du missile sont évacués par une trappe disposée entre les rangées de missiles.

Le Mark 41 est capable de tirer les missiles suivants : RIM-66 Standard, RIM-67 Standard, RIM-161 Standard Missile 3, RIM-174 Standard ERAM, BGM-109 Tomahawk, RUM-139 VL-ASROC, RIM-7 Sea Sparrow et RIM-162 ESSM. Les missiles sont préalablement préchargés dans des « boîtes », qui sont ensuite installées dans les silos individuels (ou cellules) du lanceur. L'ESSM est chargé dans un ensemble quadruple, contenant quatre missiles dans une seule boîte Mk.25. Les cellules du lanceur sont installées selon une disposition à huit cellules, deux rangées de quatre, partageant une trappe centrale, permettant l'évacuation des gaz brûlés lors du lancement (voir schéma ci-contre).
Le système Mark 41 adopte un concept modulaire, ce qui résulte en de nombreuses versions différentes dont les tailles et la masse varient, principalement en raison des différents types de conteneurs existants. La hauteur du lanceur (donc des missiles employés) existe en trois tailles : 5,30 m pour la version d'auto-défense, 6,80 m pour la version tactique et 7,70 m pour la version d'attaque pour une largeur de 0,71 m. La masse à vide pour un lanceur à huit cellules est de 13 400 kg pour la version d'auto-défense, 14 900 kg pour la version tactique et 16 000 kg pour la version d'attaque. Initialement, un module consistait en cinq cellules et une grue repliable, apportant de l'aide pour les ravitaillements à la mer, mais le ravitaillement de gros missiles en mer était fort peu pratique et très dangereux, ce qui finalement écarta les modules équipés de grues de l'utilisation opérationnelle.

## Évolutions

### Mark 57 GMVLS
Le Mark 57 GMVLS (pour « Guided Missile Vertical Launching System », signifiant « système le lancement vertical guidé ») est une amélioration du Mark 41. Développée par la firme Raytheon, sa plus grosse modification concerne la gestion des gaz de combustion, lui permettant d'accepter des missiles ayant des accélérateurs d'une poussée 45 % plus élevée que celle que supportait le Mk.41. Il doit équiper les navires de la classe Zumwalt.
Caractéristiques :
- Nombre de missiles : 4
- Hauteur : 7,92 m
- Largeur : 2,21 m
- Longueur : 4,33 m
- Masse : 16 800 kg
- Masse maximale en conteneur : 4 510 kg

### MK 70 PDS
Le Mark 70 PDS (pour « Payload Delivery System » est un système comportant quatre cellules VLS MK.41 logées dans un conteneur de 12 mètres (40 ft). Le MK 70 PDS est produit par Lockheed Martin et a été dévoilé pour la première fois en septembre 2021 après le lancement d'un missile antiaérien SM-6 par l'USV Ranger en utilisant le système.
Bien que le système ait été principalement testé avec les SM-6, il est compatible avec tous les missiles actuellement[Quand ?] intégrés dans le MK.41 VLS, y compris le missile de croisière Tomahawk.
Ce container installé sur l'hélisurface du USS Savannah (LCS-28) à tiré un SM-6 le 24 octobre 2023 sur une cible navale
L'armée de terre des États-Unis l'emploie, avec quelques modifications spécifiques, pour des batteries « Mid-Range Capability » (MRC) nommés également Typhon dont les prototypes sont réceptionnés début novembre 2022, chaque batterie ayant quatre lanceurs pris en remorque par des Heavy Expanded Mobility Tactical Trucks.

## Versions
- MK 41 Mod 0 : Croiseurs de classe Ticonderoga, 61 cellules à l'avant et 61 à l'arrière[7].
- MK 41 Mod 1 : Destroyers de classe Spruance, 61 cellules à l'avant[7].
- MK 41 Mod 2 : Destroyers de classe Arleigh Burke (DDG-51 à 78), 29 cellules à l'avant et 61 à l'arrière[7].
- MK 41 Mod 3 : Frégates de classe Brandenburg, 16 cellules.
- MK 41 Mod 5 : Frégates de classe Anzac, 8 cellules.
- MK 41 Mod 7 : Destroyers de classe Arleigh Burke (DDG-79 à 91), 31 cellules à l'avant et 64 à l'arrière[8].
- MK 41 Mod 8 : Frégates de classe Barbaros (seconde paire de navires), 16 cellules.
- MK 41 Mod 10 : Frégates de classe Sachsen, 32 cellules.
- MK 41 Mod 15 : Destroyers de classe Arleigh Burke (DDG-92 et ultérieurs), 31 cellules à l'avant et 64 à l'arrière[8].
- MK 41 Mod 16 : Frégates de classe Adelaide, 8 cellules.

## Pays utilisateurs
États-Unis

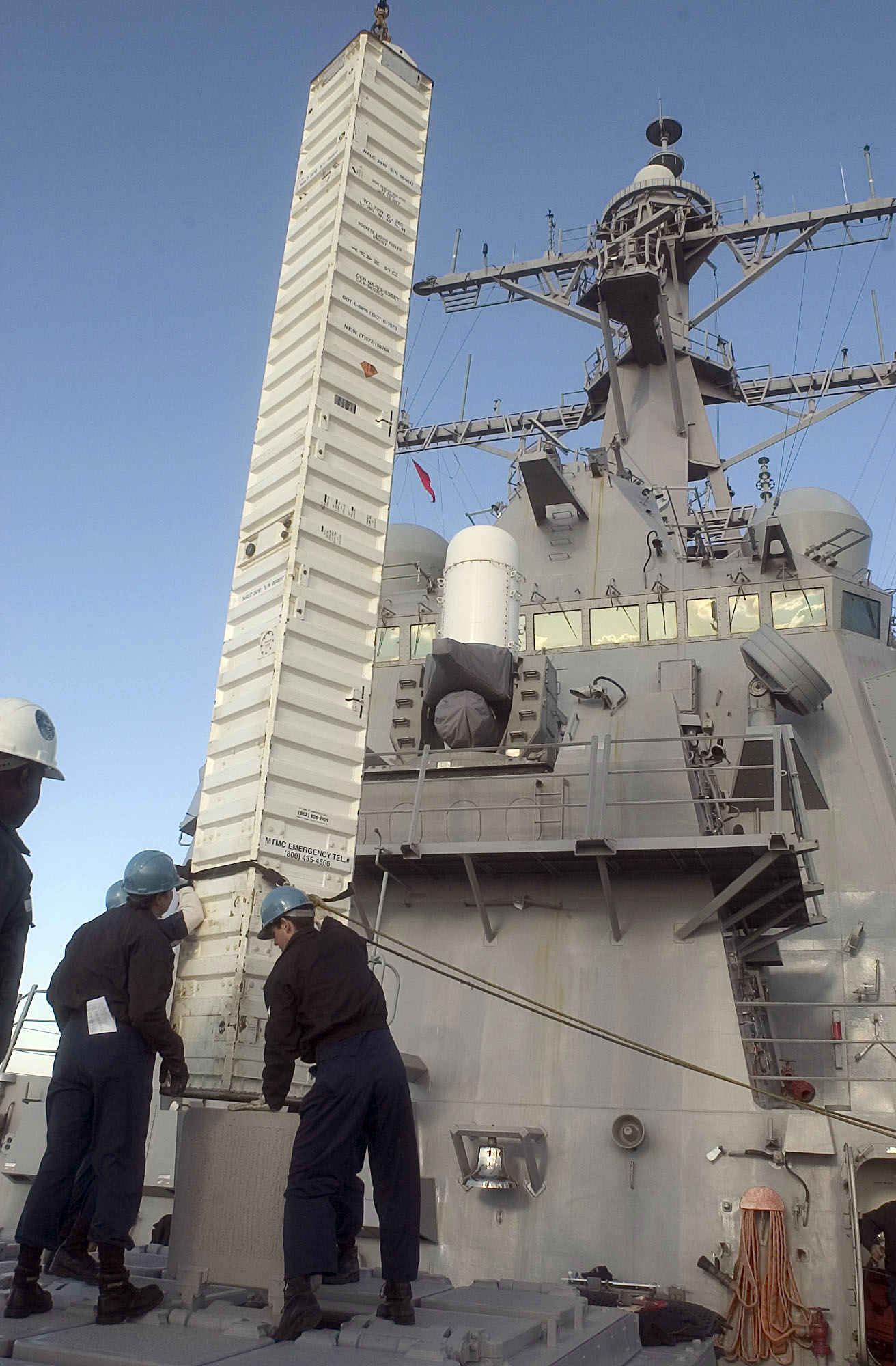
Un conteneur pour missile de croisière BGM-109 Tomahawk en cours de chargement dans le VLS du destroyer.

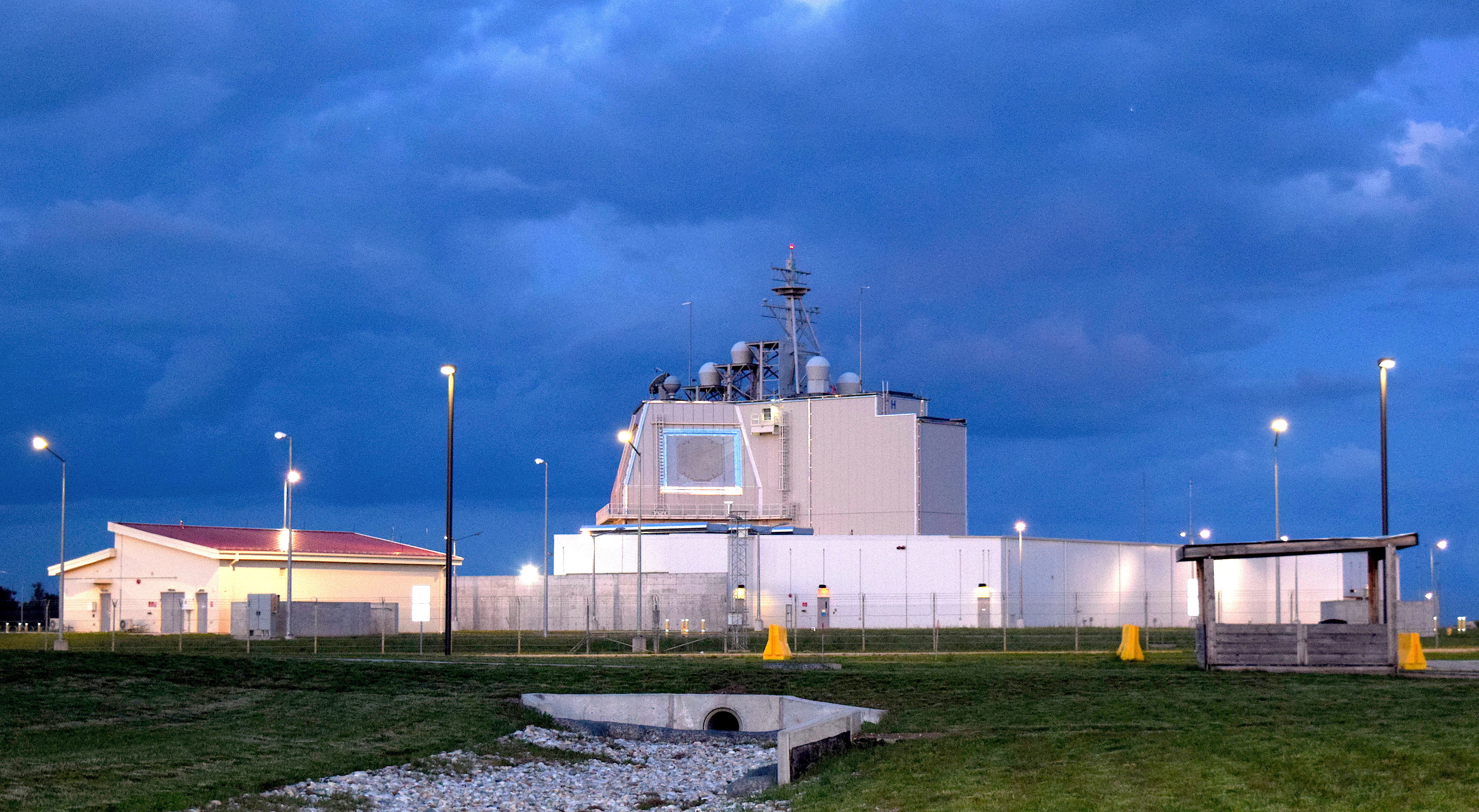
Photo en 2019 du Aegis Ashore Missile Defense Complex Romania, abritant 24 RIM-161 Standard Missile 3 de la United States Navy en Roumanie, qui est un des éléments du système de défense antimissile de l'OTAN depuis 2015.

- Croiseurs de classe Ticonderoga, 122 cellules.
- Destroyers de classe Arleigh Burke, 96 cellules.
- Destroyers de classe Spruance, 61 cellules (installées sur 24 des 31 navires de la classe).
- « Aegis Ashore Missile Defense Complex », installation terrestre, 24 cellules pour le premier site opérationnel [9].

 Allemagne
- Frégates de classe Brandenburg, 16 cellules.
- Frégates de classe Sachsen, 32 cellules.

 Australie
- Frégates de classe Adelaide, 8 cellules.
- Frégates de classe Anzac, 8 cellules.

 Canada
- Destroyers de classe Iroquois, 32 cellules.

 Corée du Sud
- Destroyers de classe Chungmugong Yi Sun-sin (KDX-II), 32 cellules.
- Destroyers de classe Sejong le Grand (KDX-III), 80 cellules.

 Danemark
- Frégates de classe Iver Huitfeldt, 32 cellules.

 Espagne
- Frégates de classe Álvaro de Bazán, 48 cellules.

 Japon
- Destroyers de classe Atago, 96 cellules.
- Destroyers de classe Kongō, 96 cellules.
- Destroyers porte-hélicoptères de classe Hyūga, 16 cellules.
- Destroyers lance-missiles de classe Murasame, 16 cellules.
- Destroyers de classe Takanami, 32 cellules.
- Destroyers lance-missiles de classe Akizuki, 32 cellules.

 Norvège
- Frégates de classe Fridtjof Nansen, 8 ou 16 cellules.

 Nouvelle-Zélande
- Frégates de classe Anzac, 8 cellules.

 Pays-Bas
- Frégates de classe De Zeven Provinciën, 40 cellules.

 Thaïlande
- Frégates de classe Naresuan, 8 cellules.
- Frégates de classe Bhumibol Adulyadej,  8 cellules.

 Turquie
- Frégates de classe Barbaros, 16 cellules.
- Frégates de classe G, 8 cellules.

## Galerie photos

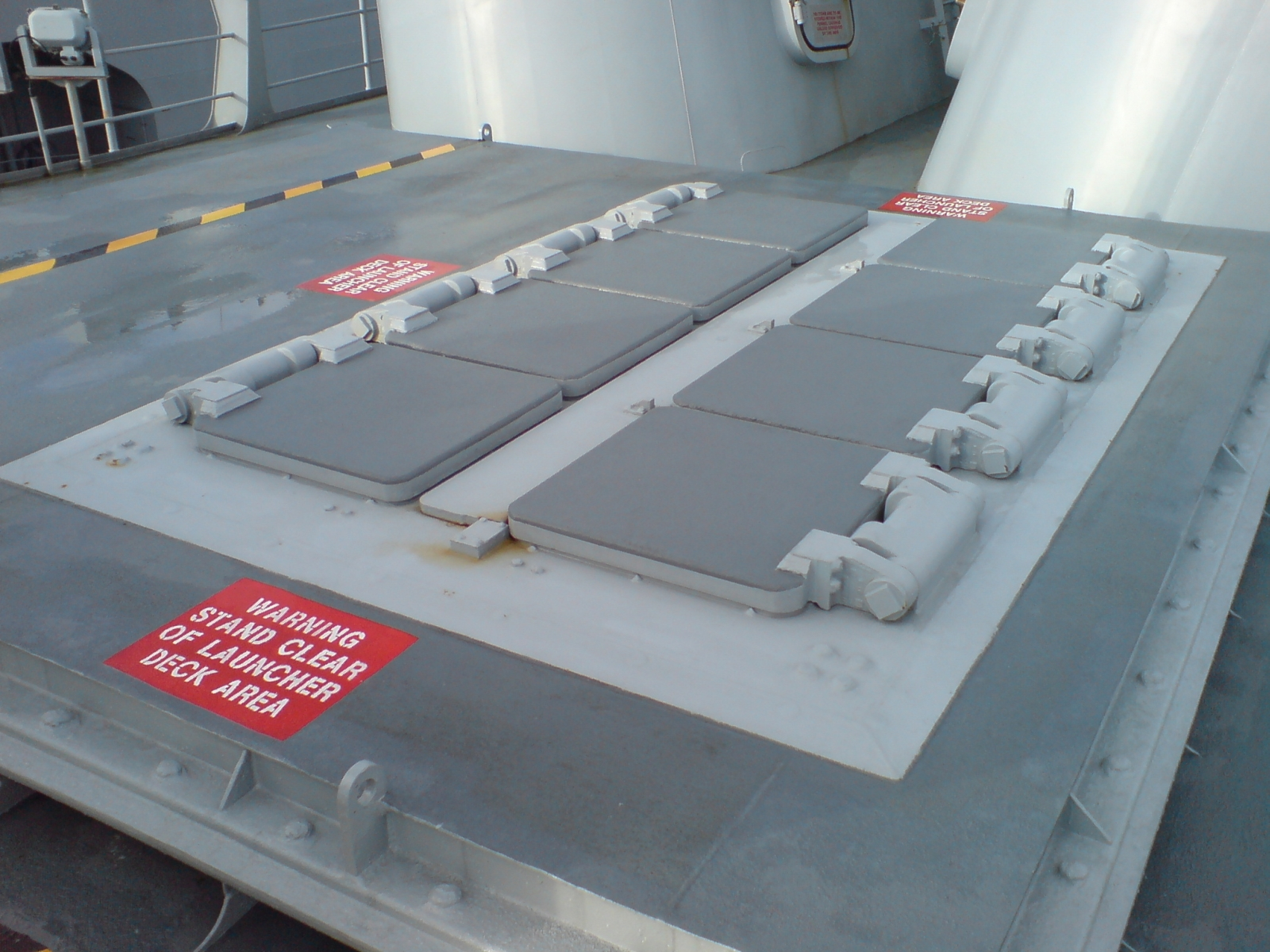
Un lanceur Mk.41 à 8 cellules, installé sur la frégate néo-zélandaise HMNZS Te Kaha.
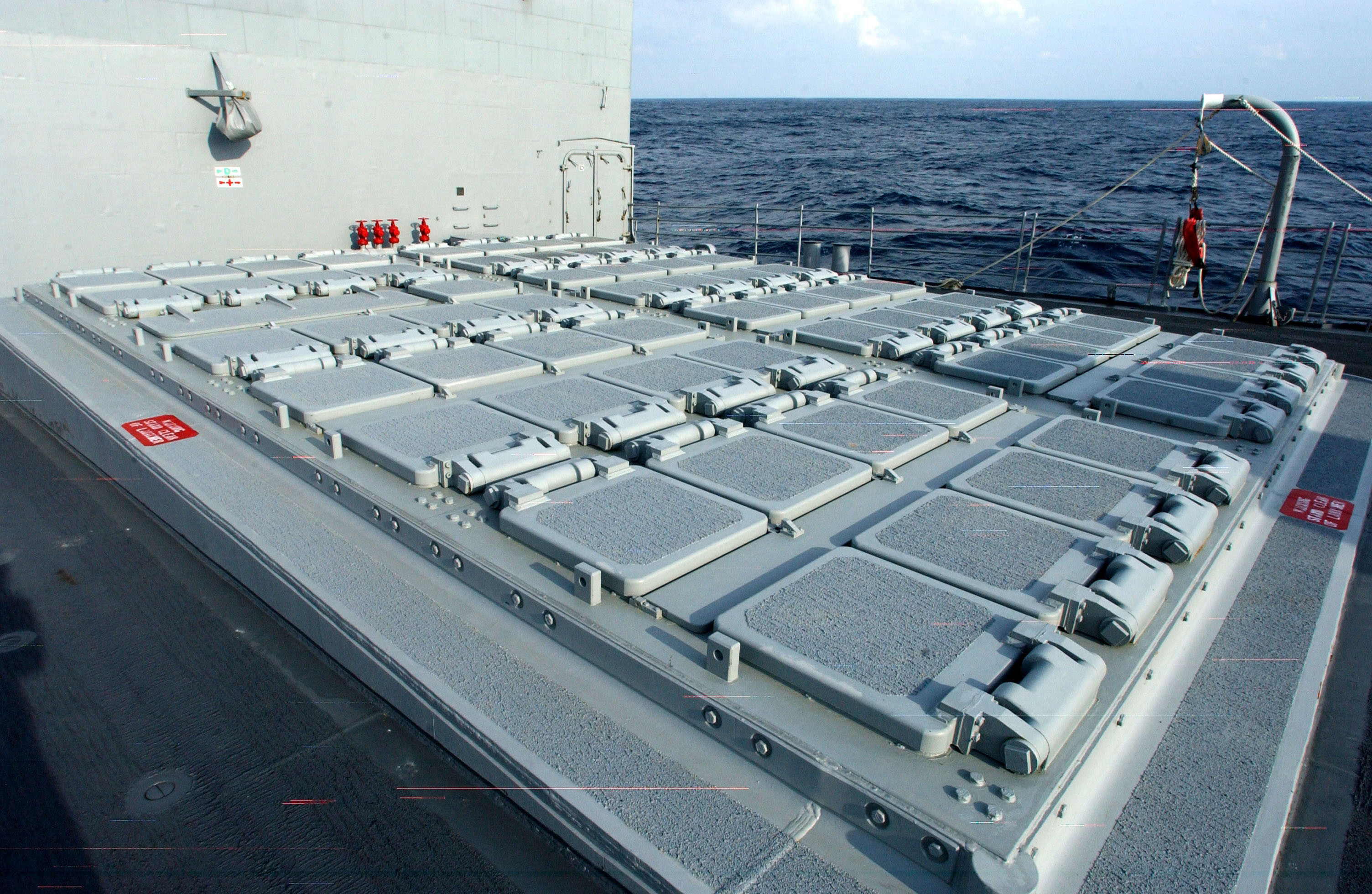
Les cellules du VLS de l'USS San Jacinto.
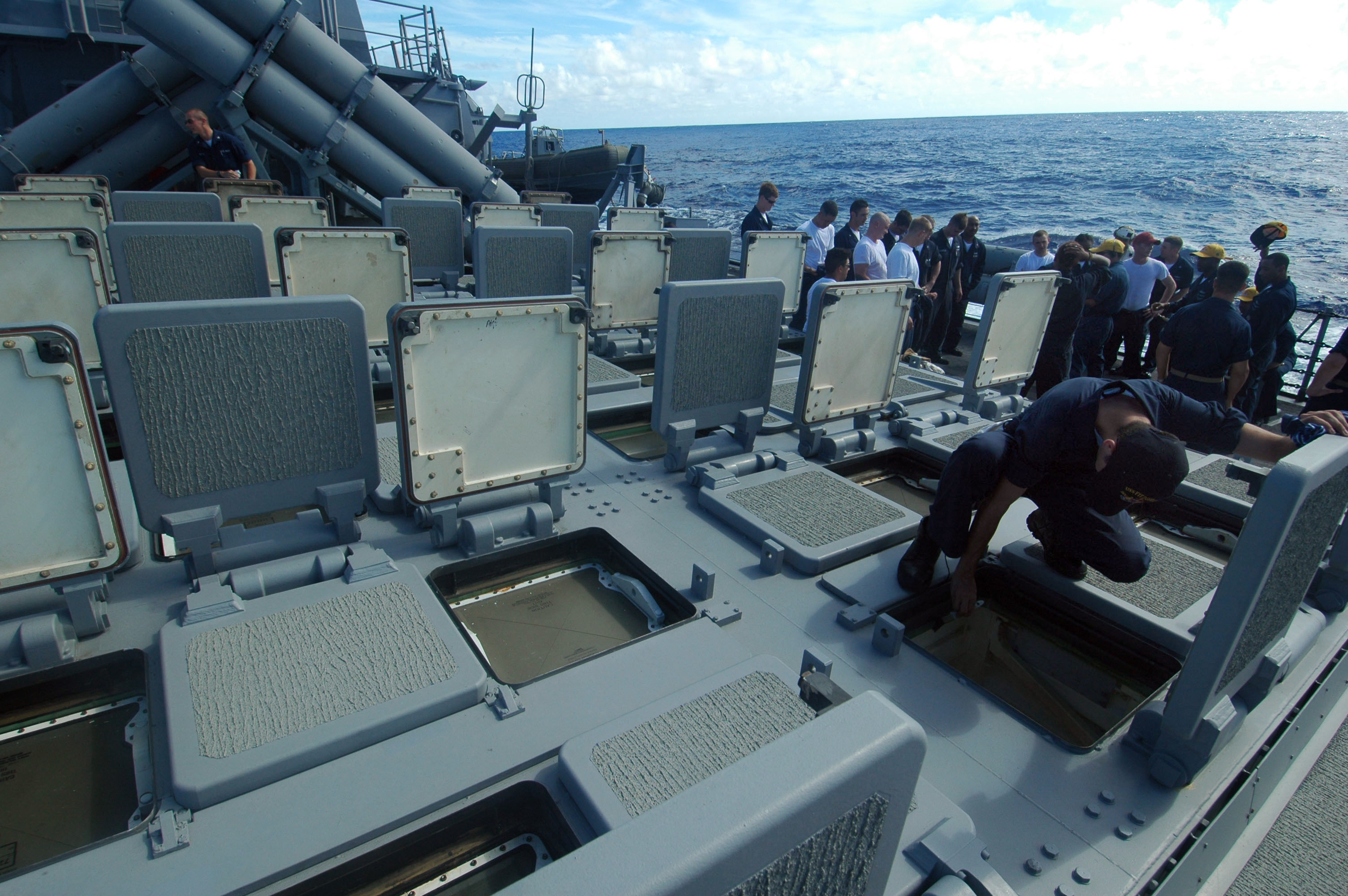
Cellules VLS ouvertes pour inspection, sur l'USS Fitzgerald.
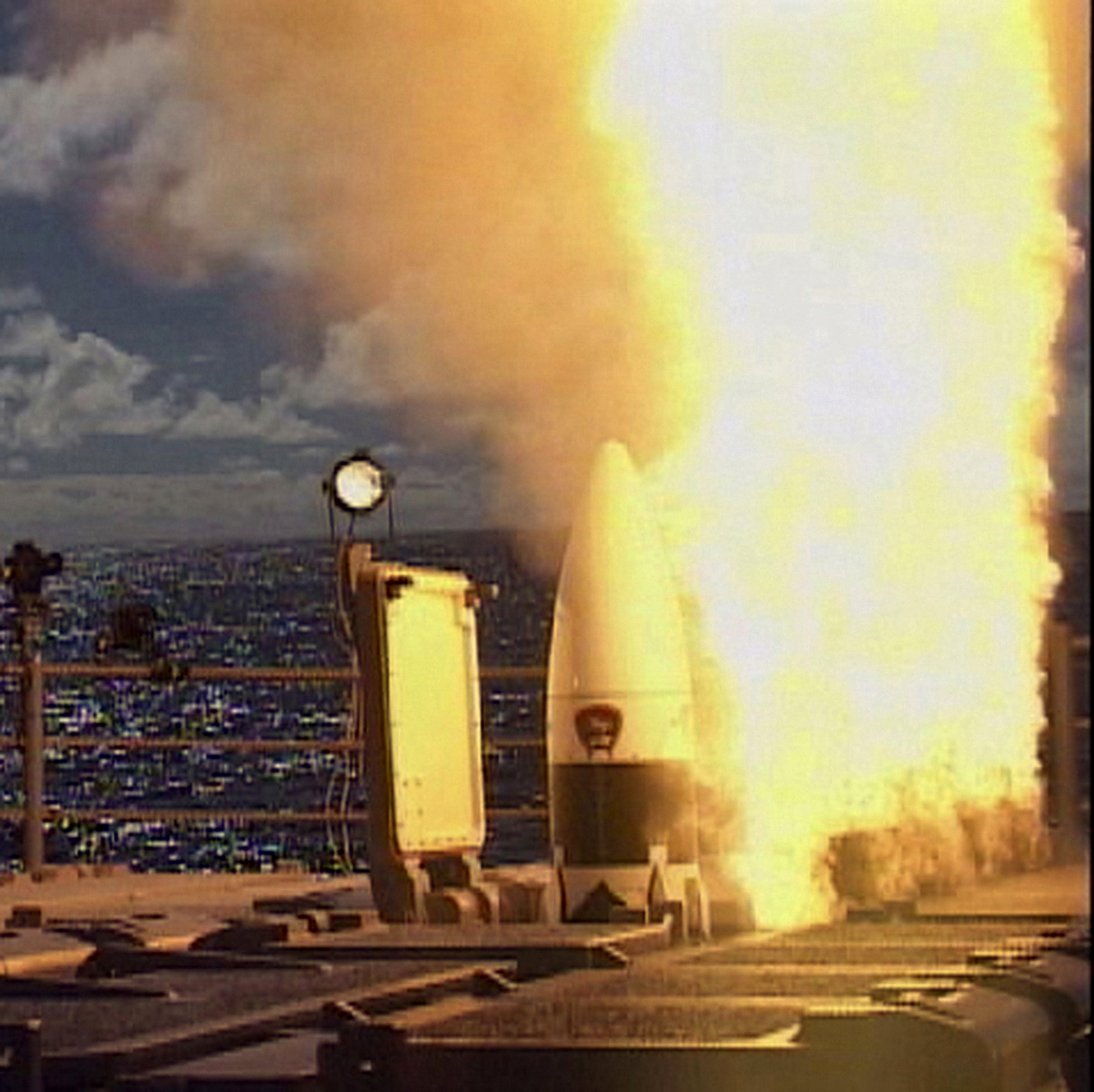
Un missile SM-3 expérimental est lancé depuis le Mk.41 de l'USS Lake Erie. Les trappes de lancement et d'évacuation des gaz sont ouvertes.
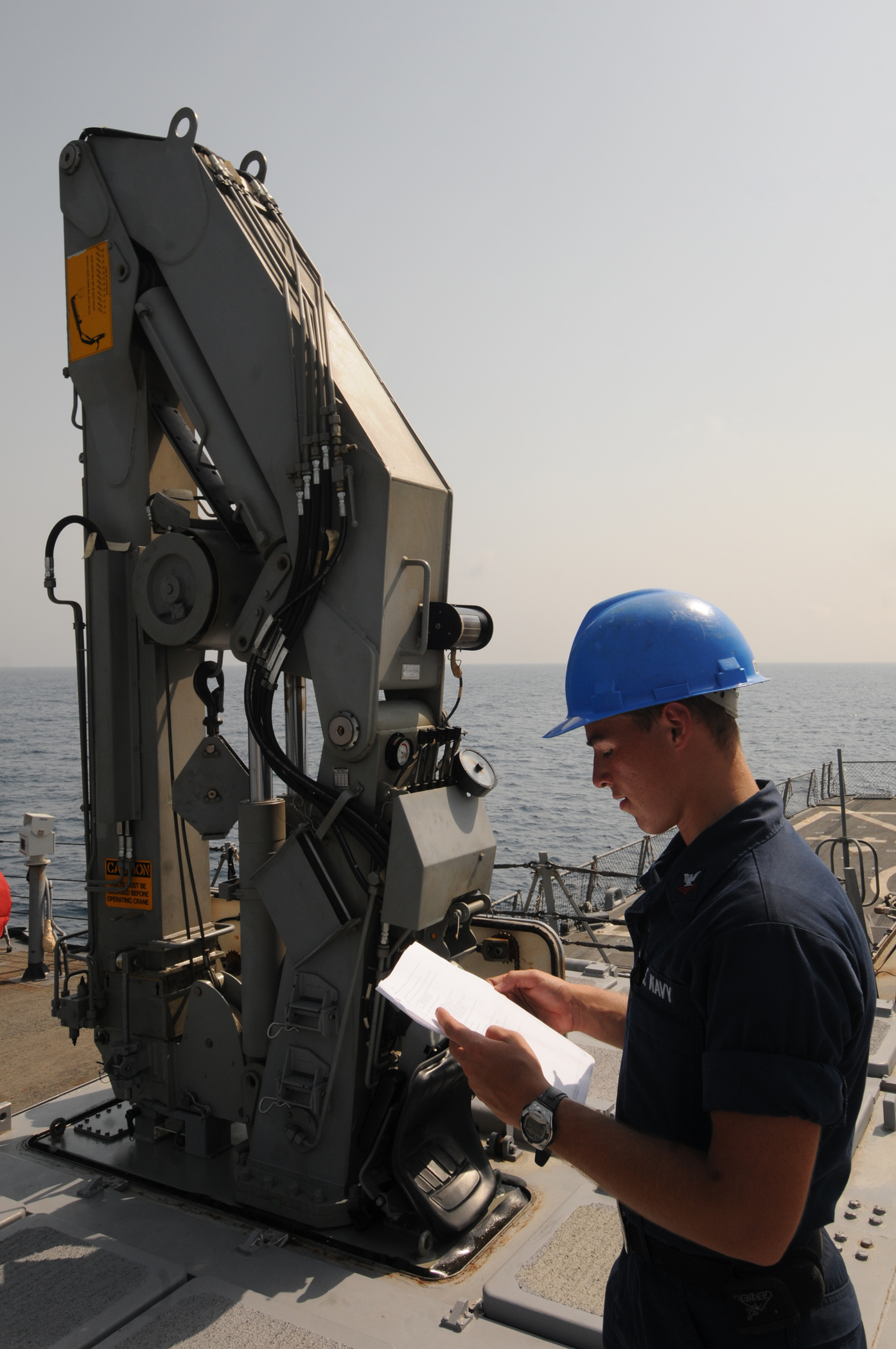
La grue repliable des premiers exemplaires du Mark 41, sur l'USS Mitscher.
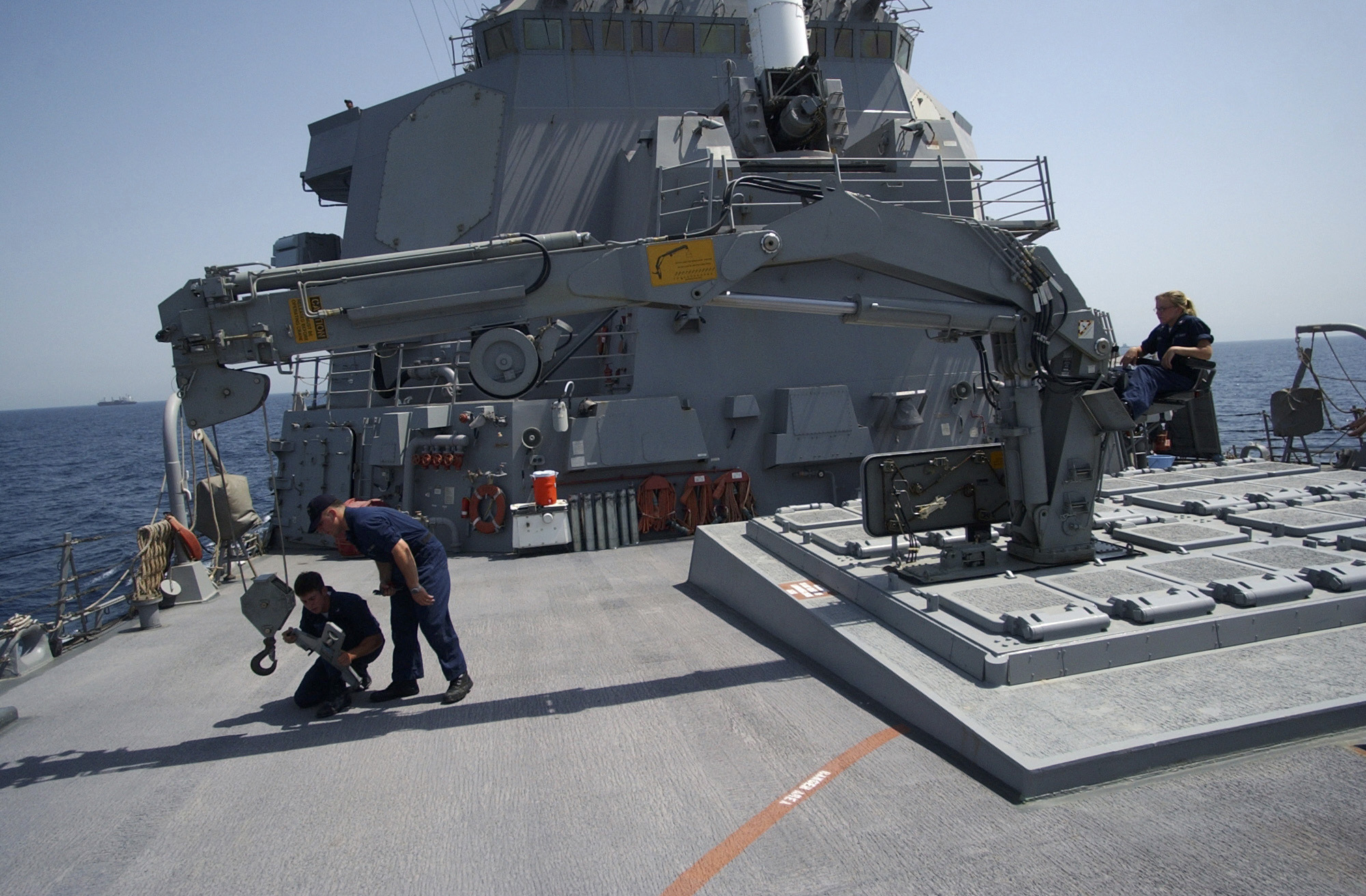
La grue repliable des premiers exemplaires du Mark 41, sur l'USS Hopper. Elle est ici visible en position déployée.
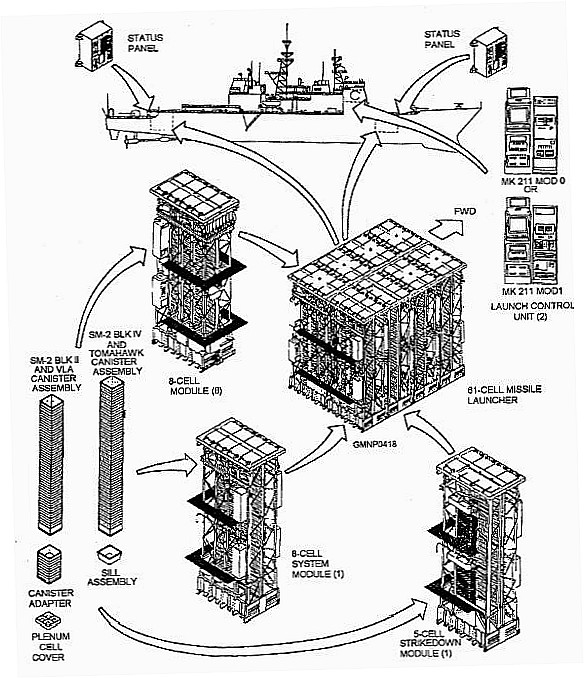
Schéma du Mk.41 Mod 0.